# Zehender (Patrizierfamilie)

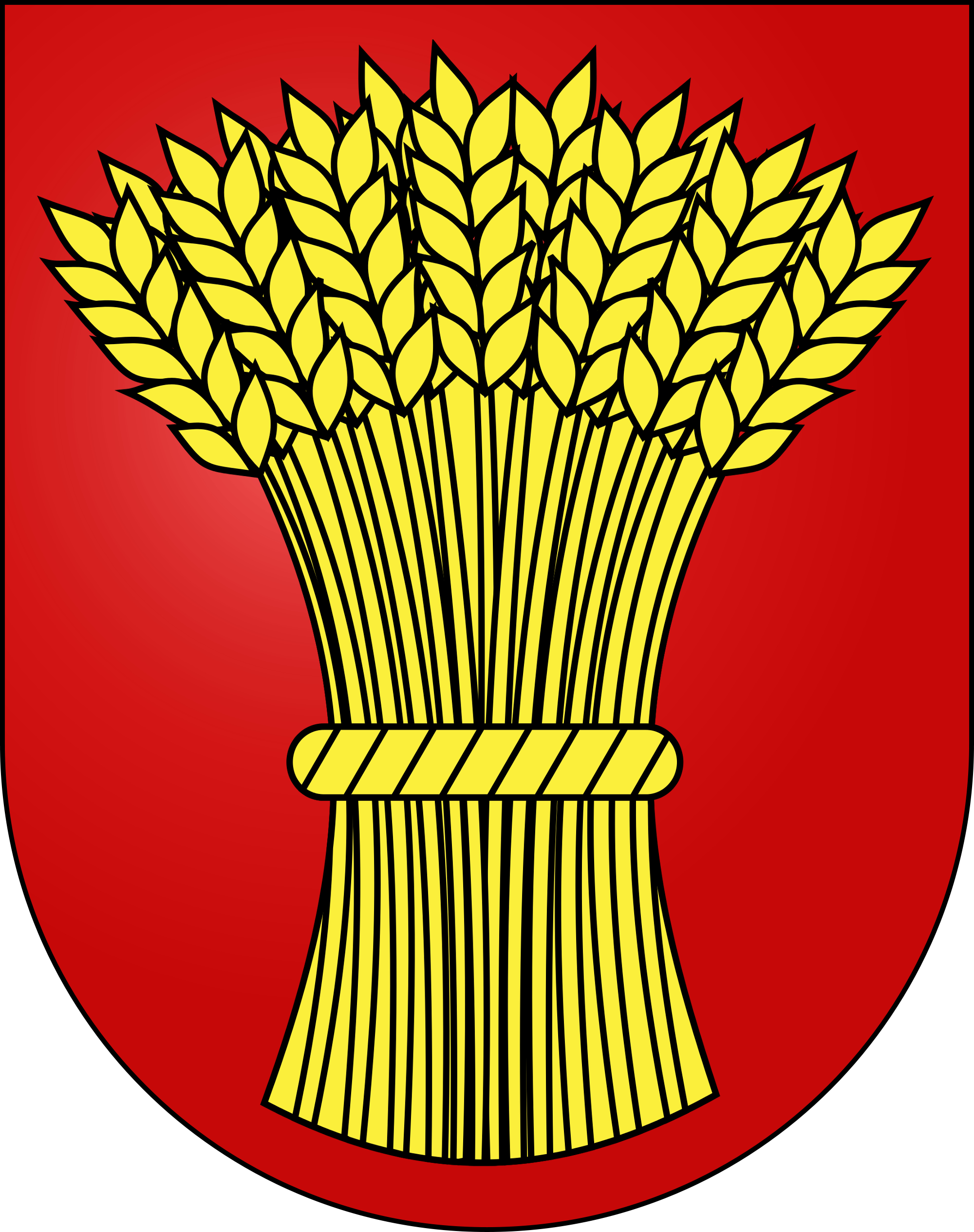
Wappen der Familie von Zehender

Die Familie von Zehender (dialektal Zächeter) war eine ursprünglich aus Aarau stammende Berner Patrizierfamilie, die seit 1540 das Burgerrecht der Stadt Bern besass, der Gesellschaft zu Mittellöwen angehörte und 1932 ausstarb.
Die Zehender besassen zeitweise Château Beauregard-sur-Rolle (VD), das Schlössli Rüfenacht, sowie Anteile von Schloss Worb.

## Personen
- Samuel Zehender, Söldner und Historiker
- Marquard Zehender, Goldschmied
- Emanuel Zehender (1687–1757), Werkmeister
- Johann Jakob Zehender (1687–1766), oberster Pfarrer im Berner Münster
- Ludwig Emanuel Zehender (1720–1799), Werkmeister
- Emanuel Friedrich Zehender (1791–1870), Schullehrer, Pomologe und Gutsbesitzer
- Karl Friedrich Zehender (1818–1870), Maler
- Carl Wilhelm von Zehender (1819–1916), Augenarzt

## Archiv
- Familienarchiv Zehender, Burgerbibliothek Bern, Mss.h.h.XIV.139-146